# Mumbai Indians
Die Mumbai Indians (oft nur mit MI oder Mumbai abgekürzt) sind ein indisches Cricketteam, das in der Indian Premier League (IPL) spielt. Das Franchise, das Mumbai repräsentiert, wurde im Zuge der Einführung der IPL im Jahr 2008 gegründet und von der Reliance Industries Ltd gekauft. Die Mumbai Indians waren damit mit umgerechnet ca. 100 Millionen Euro das teuerste der acht IPL-Teams. Das Heimatstadion der MI ist das Wankhede Stadium in Mumbai. Bisher konnten die Mumbai Indians den Titel vier Mal gewinnen. Der Mumbai-Indians-Spieler Lasith Malinga ist der Top Wicket Taker der IPL (147 Wickets in 101 Innings).

## Abschneiden in der IPL
| Jahr | Spiele | Siege | Niederlagen | No Result | Endplatzierung (Vorrunde) |
| ---- | ------ | ----- | ----------- | --------- | ------------------------- |
| 2008 | 14     | 7     | 7           | 0         | Vorrunde (5/8)            |
| 2009 | 14     | 5     | 8           | 1         | Vorrunde (7/8)            |
| 2010 | 14     | 10    | 4           | 0         | Finale (1/8)              |
| 2011 | 14     | 9     | 4           | 0         | Halbfinale (3/10)         |
| 2012 | 16     | 10    | 6           | 0         | Halbfinale (3/9)          |
| 2013 | 16     | 11    | 5           | 0         | Sieger (2/9)              |
| 2014 | 14     | 7     | 7           | 0         | Halbfinale (4/8)          |
| 2015 | 14     | 8     | 6           | 0         | Sieger (2/8)              |
| 2016 | 14     | 7     | 7           | 0         | Vorrunde (5/8)            |
| 2017 | 14     | 10    | 4           | 0         | Sieger (1/8)              |
| 2018 | 14     | 6     | 8           | 0         | Vorrunde (5/8)            |
| 2019 | 14     | 9     | 5           | 0         | Sieger (1/8)              |

## Abschneiden in der Champions League
Über die Indian Premier League konnte sich Mumbai für die Champions League qualifizieren.
| Jahr | Spiele | Siege | Niederlagen | No Result | Endplatzierung (Vorrunde) |
| ---- | ------ | ----- | ----------- | --------- | ------------------------- |
| 2010 | 4      | 2     | 2           | 0         | Vorrunde (4/5)            |
| 2011 | 4      | 2     | 1           | 1         | Sieger (2/5)              |
| 2012 | 4      | 0     | 3           | 1         | Vorrunde (4/5)            |
| 2013 | 6      | 6     | 0           | 0         | Sieger (1/5)              |
| 2014 | 3      | 1     | 2           | 0         | Qualifikationsrunde (3/4) |